# Saint Michel et le Dragon

Saint Michel terrassant le démon (dit Grand Saint Michel) (1518).

Saint Michel et le Dragon  ou Saint Michel terrassant le dragon ou encore Le Petit Saint Michel est une peinture à l'huile (31 × 26 cm) réalisée par Raphaël, dans la période 1503 à 1505, conservée au Musée du Louvre, Paris.

## Histoire
Le tableau a probablement été peint pour le duc d'Urbino, Guidobaldo Ier de Montefeltro, ou Giovanna Feltria della Rovere sur le dos d'un damier et probablement commissionné spécialement pour le roi de France Louis XII en remerciement de l'Ordre de Saint-Michel discerné à François Marie Ier della Rovere.
L'œuvre est citée pour la première fois en même temps que le Saint Georges et le Dragon conservé aussi au Louvre, dans un sonnet du poète Giovanni Paolo Lomazzo. Les analogies du sujet et des dimensions entre les deux tableaux ont fait penser que les deux peintures faisaient probablement partie d'un diptyque.
On retrouve le tableau en 1548 dans la collection du Château de Fontainebleau puis du cardinal Mazarin (1661), puis dans celles royales de Louis XIV avant de rejoindre définitivement le Musée du Louvre (1683).
La datation de l'œuvre est légèrement antérieure à celle du Saint Georges.
Un peu plus d'une décennie après avoir terminé le Petit Saint Michel, Raphaël fut chargé par le pape Léon X de revoir le thème, et de réaliser Saint Michel terrassant le démon (dit Grand saint Michel) (1518) conservé actuellement au musée du Louvre.

## Thème
Le combat de l'archange saint Michel contre le Dragon, figure allégorique du mal, est évoqué dans l'Apocalypse de saint Jean.
À l'issue de la lutte de l'archange contre les anges rebelles, le Dragon est terrassé et précipité sur la terre.

## Description
Le tableau représente l'archange Michel dans le combat avec les démons de l'enfer, tandis que les damnés souffrent derrière lui.
Au centre du tableau, l'archange saint Michel, debout en équilibre sur sa jambe gauche sur le cou du démon et l'épée levée, s'apprête à le décapiter. 
Les ailes déployées, la jambe droite suspendue, la cape gonflée par le vent sous la cuirasse, l'archange  porte le coup mortel au monstre qui lui a enroulé sa queue autour de la jambe. 
L'archange porte une armure à l'antique et tient à la main un bouclier, qui orné d'une croix rouge sur fond blanc, est une allusion à la croix de saint Michel, chevalier du Christ.
Tout autour, le décor est constitué par un sombre paysage infernal, peuplé au premier plan par des monstres bizarres et sur le fond de diverses figures dont le déchiffrage symbolique est malaisé.
Il s'agit probablement de personnages infernaux inspirés de la Divine Comédie de Dante. 
La ville en flammes sur la gauche rappelle les murs de Dité, devant lesquelles, dans le chant IX de l'Enfer, apparaît un messo celeste. Les tombeaux en flammes rappellent la punition des hérétiques, la triste procession de personnages encapuchonnés symbolise probablement les hypocrites (chant XXIII) et à droite, les putti attaqués par les serpents, les voleurs (chant XXIV).

## Analyse
L'influence de l'Art flamand sur Raphaël est visible dans le traitement de l'arrière-plan.